# Odds & Ends
Odds & Ends é o primeiro álbum gravado da cantora Dido, que nunca chegou a ser oficialmente lançado.
Em 1995, a cantora começou a gravar faixas demo que foram colocadas numa colecção intitulada Odds & Ends e foi enviada para a editora Nettwerk. A editora assinou com a cantora depois das colaborações  com Faithless (co-escreveu e providenciou vocais nas faixas do álbum, incluindo "Flowerstand Man" e "Hem of His Garment") e com o seu irmão, Rollo Armstrong.
A colecção foi lançada num CD-R de acetato pela Nettwerk em 1995 e incluiu uma mistura de produções e de versões demo que depois a cantora até considerou para o seu álbum de estreia, lançado em 1999, No Angel. Odds & Ends chamou a atenção da editora Arista Records, que assinou com a cantora nos Estados Unidos, juntamente com a do seu irmão,  Cheeky Records, e ambos assinaram o contracto.

## Alinhamento de faixas
1. "Give Me Strength" – 4:17
2. "Reverb Song" – 0:45
3. "Take My Hand" *– 6:42
4. "Me" *– 2:38
5. "Sweet Eyed Baby"  – 4:43
6. "Keep Your Faith In Me" – 4:03
7. "Too Bad" – 2:06
8. "Believe (Flu Season Mix)" – 6:32
9. "Worthless" * – 7:52
10. "Hurry Home (Demo)" – 3:15
11. "River, Run Me Dry" – 3:39

* Canção que foi mais tarde lançada como faixa bónus nalgumas edições do álbum No Angel.